# Bayerische Kapelle (Reinschdorf)
Die Bayerische Kapelle in Reinschdorf erinnert an bayerische Soldaten, die bei der Belagerung der Festung Cosel fielen.

## Geschichte
Im Jahre 1807 besetzte eine bayrisch-württembergische Armee im Dienste von Napoleon die Umgebung. Die Operation stand in Zusammenhang mit der Belagerung der Festung Cosel. Am 23. Januar besetzten die bayerischen Einheiten die vordere Preußische Wache in Reinschdorf. Bei der Figur des Hl. Johannes Nepomuk war das Artillerie-Regiment Nr. 3 aufgestellt sowie ein spezieller Ofen für Aufglühen der Kugeln errichtet. Die Kapelle wurde zum Gedenken an die gefallenen bayerischen Soldaten errichtet, die Cosel belagert hatten. Auch das Grabmal des Majors von Spreti erinnert an die Bayern.
Die ursprüngliche Kapelle stand bis in die 1970er Jahre und wurde danach offenbar abgetragen. Zum 200-jährigen Jubiläum wurde der Bau 2007 wiedererrichtet.